# Bortolo Mainardi
Bortolo Mainardi (Lorenzago di Cadore, 8 maggio 1951) è un architetto e progettista italiano.

## Biografia
Esordì in politica a partire dal Comune natale: dal 1975 al 1985 fu sindaco socialista di Lorenzago e rimane ininterrottamente in consiglio comunale sino al 1995; tra il 1989 e il 1990 fece inoltre parte della giunta regionale del Veneto, ricoprendo tra gli altri incarichi anche quello di assessore agli Enti locali, Sport, Demanio e patrimonio.
Candidato alla Camera alle politiche del 1983 per il PSI, risultò il primo dei non eletti. Il 12 dicembre 1985 entrò comunque in Parlamento in seguito alla morte dell'onorevole Loris Fortuna, ma il 7 gennaio 1986 scelse di rimettere il mandato parlamentare per incompatibilità (ricopriva in quel periodo anche la carica di consigliere regionale) e venne sostituito da Roberta Breda.
Dal 2003 al 2006 fu commissario straordinario per le grandi opere nel Nord-est. Nel 2008 fu nominato componente della Commissione tecnica di verifica di impatto ambientale, istituita dal Ministero dell'Ambiente.
Dal 2011 è commissario straordinario per la TAV Venezia-Trieste. Ha seduto inoltre nel CdA dell'ANAS.
Nel 2008 pubblicò Semaforo rosso. Italia: genesi, storia e realtà delle infrastrutture.